# 杨士达
杨士达（1903年1月13日—1963年4月20日）1950年代上海天主教界反帝运动领袖。中国天主教爱国会第一副主席，上海第二医学院副院长。

## 生平
杨士达出生于广东省大埔县。1919年五四运动中因组织学生运动被上海中法学堂开除学籍。1926年震旦大学医学院毕业后，赴法国留学获巴黎大学医学博士学位 。1928年回国后，出任杭州仁爱医院医务长、杭州市立医院院长，1938年回上海任震旦大学医学院教授
1951年1月，新政府接办震旦大学，杨士达接替耶稣会神父同时出任教务长和医学院院长两个职务。1952年高等院校院系调整后，又出任新组建的上海第二医学院副院长。
1951年6月14日，华东军政委员会在震旦大学召开座谈会，杨士达表态要求政府逮捕、驱逐教廷驻南京公使黎培里，而遭到教会绝罚的处分。同年9月16日，上海市抗美援朝天主教支会成立，杨士达任副主任。
1956年他出席全国政协会议时，发起筹建中国天主教爱国会。1957年，中国天主教爱国会成立时，杨士达以教友身份担任第一副主席，名列主教、神父之前。